# Espineta de l'illa de Lord Howe
L'espineta de l'illa de Lord Howe (Gerygone insularis) és un ocell extint de la família dels acantízids (Acanthizidae).

## Hàbitat i distribució
Habitava zones de manglar de l'illa de Lord Howe.